# Кодекс из Брешии

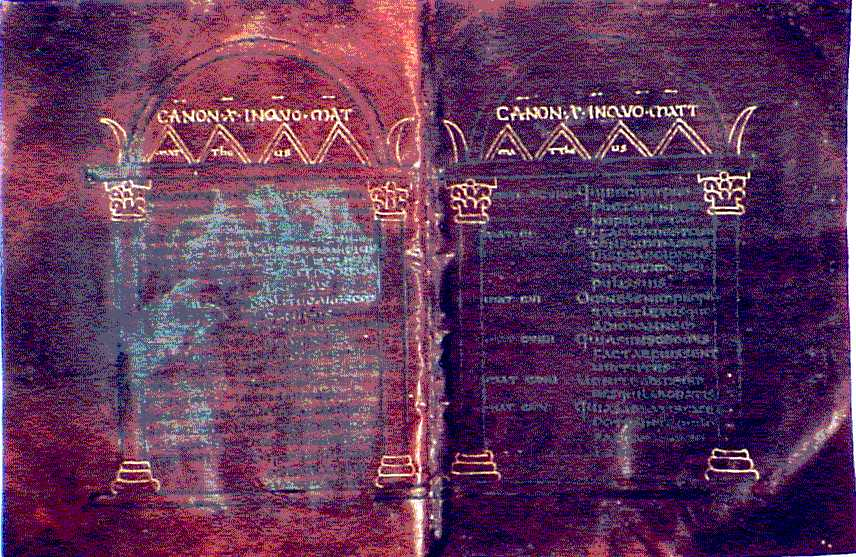
Разворот кодекса, содержащий таблицы канонов

Ко́декс из Бре́шии (лат. Codex Brixianus) — унциальный манускрипт старолатинской версии Евангелия, выполненный на пурпурном пергаменте, предположительно, в Италии VI века. Хранится в Брешии в Biblioteca Civica Queriniana (выставлена в музее христианского искусства). Рукопись содержит 419 листов тонкого пергамента, окрашенного пурпуром, текст написан серебряными чернилами.
Текст представляет собой нечто среднее между старолатинской версией и Вульгатой, но, предположительно, ближе к византийскому типу. Содержит некоторые лакуны: Мф. 8:16-26; Марк 12:5-13:32; 14:53-62; 14:70-16:20. Издатели Вордсворт и Уайт напечатали его под переводом блаженного Иеронима, полагая, что текст Кодекса из Брешии послужил основой для редакции Вульгаты (Wardsworth and White. Novum Testamentum Latine secundum editionem S. Hieronimi. Oxford, 1889—1898).
По оформлению весьма близок Серебряному кодексу, в частности, включая аналогичные арки внизу листа, в которых указаны параллельные места библейского текста. На рубеже XIX — XX веков исследования показали, что текст кодекса близок как к Вульгате, так и готскому переводу Вульфилы. Так Ф. Бёркитт считал, что текст Кодекса из Брешии был исправлен по Вульгате, а затем приведён в соответствие с готской версией. Одновременно с ним, но независимо от Ф. Бёркитта, филолог-германист Ф. Кауфман пришёл к тому же выводу, однако он считал, что Кодекс из Брешии восходит к более ранней латинской рукописи, которая была приведена в соответствие с готской версией, а лишь затем исправлена по Вульгате.